# Марта (Оклахома)
Марта (енгл. Martha) град је у америчкој савезној држави Оклахома.

## Демографија
По попису из 2010. године број становника је 162, што је 43 (-21,0%) становника мање него 2000. године.
| Група             | 2000.       | 2010.       |
| Белци             | 133 (64,9%) | 104 (64,2%) |
| Афроамериканци    | 5 (2,4%)    | 5 (3,1%)    |
| Азијати           | 0 (0,0%)    | 1 (0,6%)    |
| Хиспаноамериканци | 54 (26,3%)  | 40 (24,7%)  |
| Укупно            | 205         | 162         |